# ソフィー・ネリッセ
ソフィー・ネリッセ（Sophie Nélisse 2000年3月27日 - ）は、カナダの女優。

## 経歴
カナダのオンタリオ州ウィンザーで教師の娘として2000年3月に誕生する。フランス系カナダ人の流れをくむ。兄、ならびに女優としても活躍する妹イザベル・ネリッセがいる。4歳の頃、家族とともに同国ケベック州のモントリオールに移る。兄が演技に興味を抱き始めたころ、母親はタレント・エージェントに3人の兄弟姉妹全員を連れて行った。それから、彼女はクリエイティブ・アーティスト・エージェンシーにみいだされ、のち、コマーシャル出演の仕事を得る。
役者デビューは、小学生アリス役でアルジェリア人の小学校教師バシール・ラザール役 （俳優ムハンマド・フェラグ）とともに出演する数々の賞を受賞した2011年公開のドラマ映画『ぼくたちのムッシュ・ラザール』。この役によってジニー賞ならびにジュトラ賞最優秀助演女優賞を授与され、2013年度ヤングアーティスト賞最優秀主演若手女優賞（国際長編映画部門 ）で候補となる。Marie Gélinas役で2012年の映画『Ésimésac』に出演したのち、作家マークース・ズーサックの同名小説を原作とする映画『やさしい本泥棒』の主役リーゼルのキャスティングに参加、役柄を勝ち取る、共演者にはジェフリー・ラッシュ、エミリー・ワトソン等。映画の中で第二次世界大戦期のナチス・ドイツで9歳の女の子リーゼルを演じる。フェニックス映画批評家協会賞、サテライト賞新人賞、放送映画批評家協会賞若手女優賞等ノミネートを含む数々の賞を授与された。作家キャサリン・パターソンの同名小説を原作の伝記ドラマ映画『ガラスの家族』(The Great Gilly Hopkins)でキャシー・ベイツとともに出演、ギリー・ホプキンス役を演じる。

## 出演作品
| 年     | 作品                                               | 役名                           | 備考        |
| ------ | -------------------------------------------------- | ------------------------------ | ----------- |
| 2011年 | ぼくたちのムッシュ・ラザール Monsieur Lazhar       | アリス                         |             |
| 2013年 | やさしい本泥棒 The Book Thief- Die Bücherdiebin    | リーゼル                       |             |
| 2014年 | 完全なるチェックメイト Pawn Sacrifice              | 幼少期のジョーン・フィッシャー |             |
| 2014年 | ギリーは幸せになる The Great Gilly Hopkins         | ギリー・ホプキンス             |             |
| 2019年 | クロース:孤独のボディーガード Close                | ゾーイ・タナー                 | Netflix配信 |
| 2019年 | 海底47m 古代マヤの死の迷宮 47 Meters Down: Uncaged | ミア                           |             |
| 2020年 | 私立探偵エイブ 折り紙殺人事件 The Kid Detective    | キャロライン                   |             |